# Leentje Grillaert
Leentje Grillaert (Wetteren, 5 september 1980) is een Belgisch politica voor CD&V.

## Biografie
In 2004 behaalde Grillaert een licentiaat in aanvullende studies in de economie en bedrijfskunde aan de Universiteit Gent. Ze werd beroepshalve bedrijfskundig consulent en was van 2009 tot 2013 projectcoördinator bij Vlajo, de vereniging van Vlaamse jonge ondernemingen. 
In oktober 2006 werd ze voor de CD&V verkozen tot gemeenteraadslid van Wetteren, waar ze van 2007 tot 2015 voorzitter was van de afvalintercommunale VERKO en van 2010 tot 2018 het ambt van schepen bekleedde. Van 2010 tot 2012 was ze bevoegd voor Sociale Zaken, Kunstonderwijs en Bibliotheken en van 2013 tot 2018 voor Infrastructuur, Openbare Werken en Patrimonium. Bij de verkiezingen van oktober 2024 was Grillaert geen kandidaat meer om zich te concentreren op haar functies in het parlement.
In oktober 2012 werd Grillaert eveneens verkozen tot provincieraadslid van Oost-Vlaanderen. Van 2018 tot 2024 was ze gedeputeerde van de provincie, bevoegd voor vergunningen, landbouw en plattelandsbeleid, waterbeleid, toerisme en middenstand.
Bij de federale verkiezingen van 9 juni 2024 werd Grillaert vanop de tweede plaats van de Oost-Vlaamse CD&V-lijst verkozen in de Kamer van volksvertegenwoordigers, waarna ze de provinciale en enkele maanden later ook de lokale politiek verliet. Ze werd in de Kamer lid van de commissie Economie, Consumentenbescherming en Digitale Agenda.